# پرواز وی‌ای۲۵۶ آریان
پرواز وی‌ای۲۵۶ آریان (انگلیسی: Ariane flight VA256) یک پرواز موشکی آریان ۵ بود که تلسکوپ فضایی جیمز وب را در ۲۵ دسامبر ۲۰۲۱ به فضا پرتاب کرد.
این دویست و پنجاه و ششمین مأموریت آریان و حامل ارزشمندترین بار مفید دوران خود بود که آخرین پرواز آریان در سال ۲۰۲۱ بوده‌است؛ پروازی کاملاً بی‌عیب و نقص.

## آماده‌سازی

### ورود به کورو

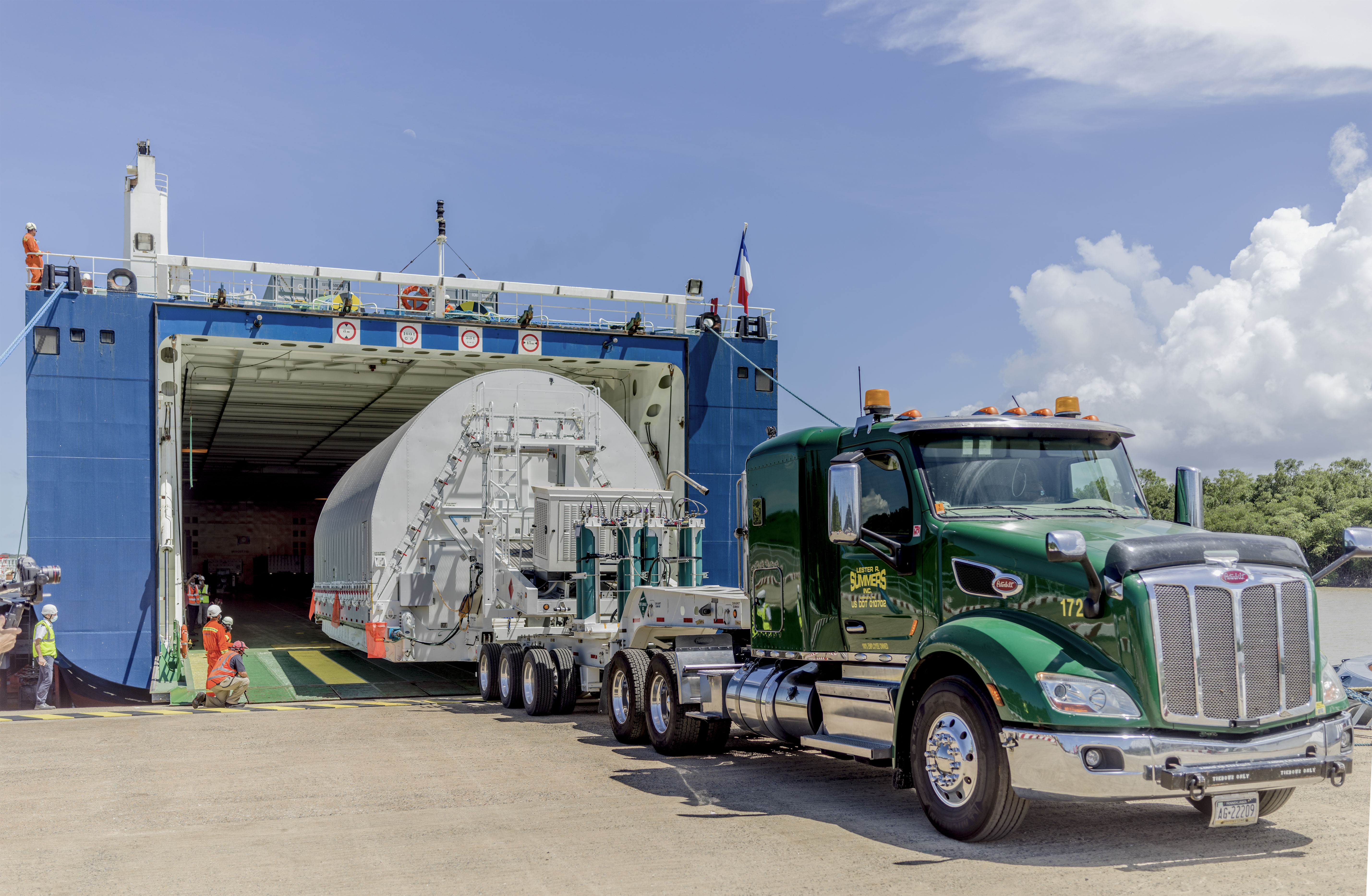
مجموله ازMN Colibriتخلیه می‌شود MN Colibri

محموله در ۱۲ اکتبر ۲۰۲۱ به کورو، گویان فرانسه رسید، جایی که از کشتی باری MN Colibri تخلیه شد و به مرکز فضایی منتقل شد.